# Erechthias niphoplaca
Erechthias niphoplaca är en fjärilsart som beskrevs av Turner 1923. Erechthias niphoplaca ingår i släktet Erechthias och familjen äkta malar. Inga underarter finns listade i Catalogue of Life.